# رابینسون کروزوئه (فیلم ۱۹۹۷)
رابینسون کروزوئه (انگلیسی: Robinson Crusoe) فیلمی به کارگردانی راد هاردی است که در سال ۱۹۹۷ منتشر شد. از بازیگران آن می‌توان به پیرس برازنان و یان هارت اشاره کرد.